# Illano
Illano (Eonavian: Eilao) là một đô thị trong cộng đồng tự trị của Công quốc Asturias, Tây Ban Nha.

## Giáo khu
- Bullaso
- Gío
- Herías
- Illano
- Ronda